# Кассеус, Франц
Франц Кассеус (англ. Franz Casseus; 14 декабря 1915, Порт-о-Пренс, Гаити — 21 июня 1993, Манхэттен, Нью-Йорк, США) — гаитянский композитор, музыкант, гитарист, джазмен.

## Биография
Родился в столице Гаити г. Порт-о-Пренсе. С детства увлекался музыкой, с 11 лет играл на гитаре. Бо́льшую часть жизни провёл в Соединенных Штатах, куда иммигрировал в 1946 году, надеясь встретиться с джазменом, пианистом Ф. Уоллером, творчеством которого увлекался.
В середине 1950-х годов Кассеус обосновался в Верхнем Вест-Сайде, где записал свой шедевр «Гаитянская сюита» для Folkways Records.
Несмотря на влияние европейской классической и джазовой музыки, композиции Ф. Кассеуса, в основном, были сосредоточены на гаитянских народных формах, которые он включил в свои записи и позже издал. Ф. Кассеус часто сотрудничал с Гарри Белафонте, с которым записал свою песню «Merci Bon Dieu». В качестве гитариста сопровождал и гастролировал в Соединенных Штатах с Гарри Белафонте, а в 1956 году стал первым чернокожим музыкантом, игравшим на классической гитаре в Карнеги-холле.
Ф. Кассеус был преподавателем гитариста Марка Рибо, который сыграл важную роль в сохранении музыкального наследия Кассеуса. В рамках этих усилий М. Рибо отредактировал коллекцию гитарных композиций Ф. Кассеуса, некоторые из его композиций были записаны в 1992 году в альбоме Les Disques du Crépuscule (Marc Ribot Plays Solo Guitar Works от Franz Casseus).
Вместе с Марком Рибо, композитор занимался созданием песен. Рибо унаследовал права на публикацию музыкальных сочинений из репертуара Ф. Кассеуса, которые в настоящее время контролируются компанией Haitiana Music, основанной Рибо и членами его семьи.
В 1953—1969 годах Ф. Кассеус записал три альбома народных песен для Смитсоновского института.
В конце 1960-х годов Кассеус вернулся к трансцендентной работе, которой он занимался в 1950-х годах с вокалистами Барбарой Перлоу (Haitiana) и Лолитой Куэвас (гаитянские народные песни), и снова начал сочинять музыку для голоса и гитары.
Создавал музыку до последних лет своей жизни, но заболевание тендинитом левой руки в 1970-х годах заставило его прекратить исполнение и запись музыкальных произведений.